# 신영균 (야구 선수)
신영균(申永均, 1974년 2월 16일 ~ )는 전 KBO 리그의 야구 선수인 투수이다. 1996년 시즌 이 끝난 후 11월 14일 한대화 선수와 쌍방울 신영균 투수 맞트레이드했다.  은퇴 후 양주시청야구단 단장이다. 

## 출신학교
- 1989년 ~ 1992년 : 경북고등학교
- 1992년 ~ 1996년 : 단국대학교 (1992학번)

## 등번호
- 63번